# 1206 Numerowia
Numerowia (asteróide 1206) é um asteróide da cintura principal, a 2,7054332 UA. Possui uma excentricidade de 0,0556667 e um período orbital de 1 771,17 dias (4,85 anos).
Numerowia tem uma velocidade orbital média de 17,59693379 km/s e uma inclinação de 13,00497º.
Esse asteróide foi descoberto em 18 de Outubro de 1931 por Karl Reinmuth.